# یوری گریگوروفسکی
یوری گریگوروفسکی (روسی: Юрий Николаевич Григоровский؛ زادهٔ ۲۸ مارس ۱۹۳۹) بازیکن واترپلو اهل اتحاد جماهیر شوروی سوسیالیستی است.